# 長蛇座υ
長蛇座υ，又名BD-14 2963，HD 85444、SAO 155542、HR 3903，是長蛇座的一颗恒星，视星等为4.12，位于銀經251.23，銀緯29.44，其B1900.0坐标为赤經9h 46m 40s，赤緯-14° 29.44′ 39″。